# EURid
EURid (ang. European Registry for Internet Domains) – niekomercyjna europejska instytucja, rejestrator/operator domen, zajmująca się przydzielaniem subdomen dla domeny internetowej .eu oraz sprawami organizacyjnymi dotyczącymi tej domeny.

## Struktura
EURid jest konsorcjum składającym się z operatorów domen narodowych Belgii (.be), Czech (.cz), Szwecji (.se) i Włoch (.it).

## Historia
EURid został założony w 8 kwietnia 2003 przez Komisję Europejską. 7 grudnia 2005 uruchomiono domenę.eu i rozpoczęto przydzielanie dla instytucji publicznych z Unii Europejskiej. Od 7 kwietnia 2006 uruchomiono rejestrację dla każdego. W październiku 2006 otwarto pierwsze przedstawicielstwo zewnętrzne EURid w Sztokholmie.